# Brakel (Belgio)
Brakel è un comune belga di 14 422 abitanti, situato nella provincia fiamminga delle Fiandre Orientali.